# Såptjärnen
Såptjärnen är en våtmark i Ovanåkers kommun i Hälsingland och ingår i Ljusnans huvudavrinningsområde.
Såptjärnen ligger i Sässmanområdet Natura 2000-område.